# Rùa núi nâu
Rùa núi nâu (danh pháp hai phần: Manouria emys), còn được gọi là rùa nâu châu Á, là một loài rùa trong họ Testudinidae, được tìm thấy ở Ấn Độ (Assam), Bangladesh, Miến Điện (hoặc Myanmar), Thái Lan, Malaysia và Indonesia (Sumatra, Borneo). Loài này được Schlegel & Müller mô tả khoa học đầu tiên năm 1844.

## Hình ảnh

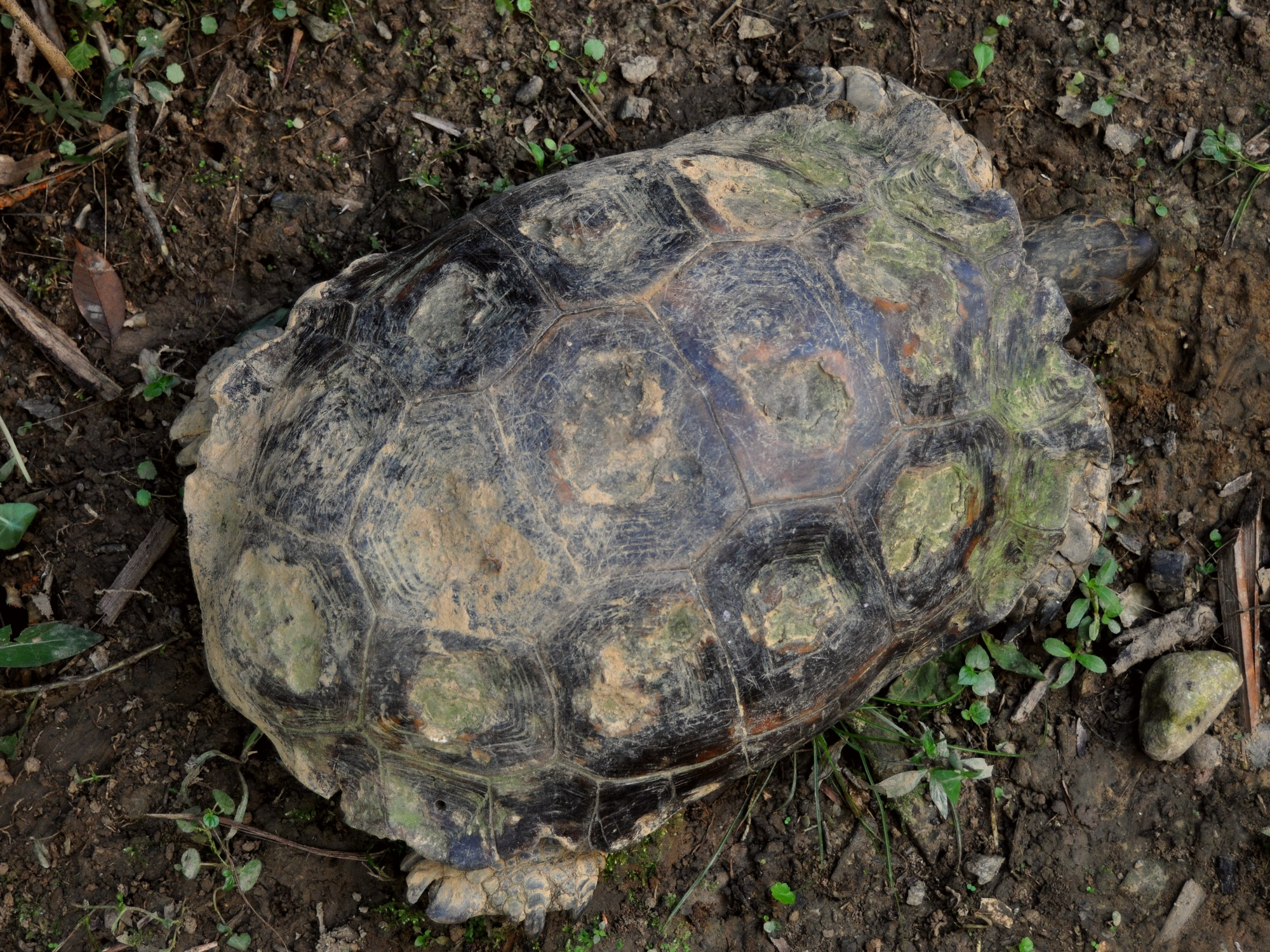
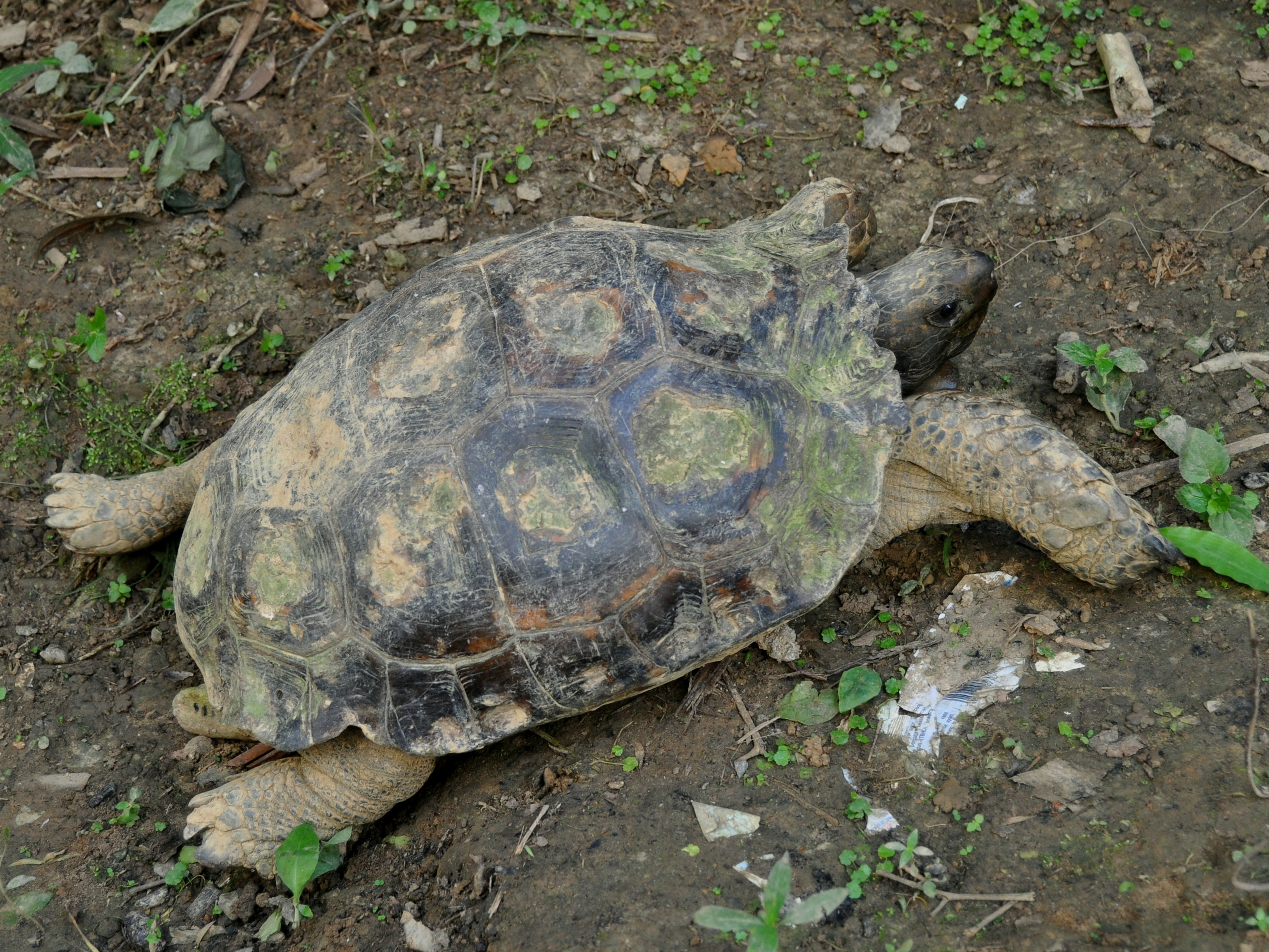
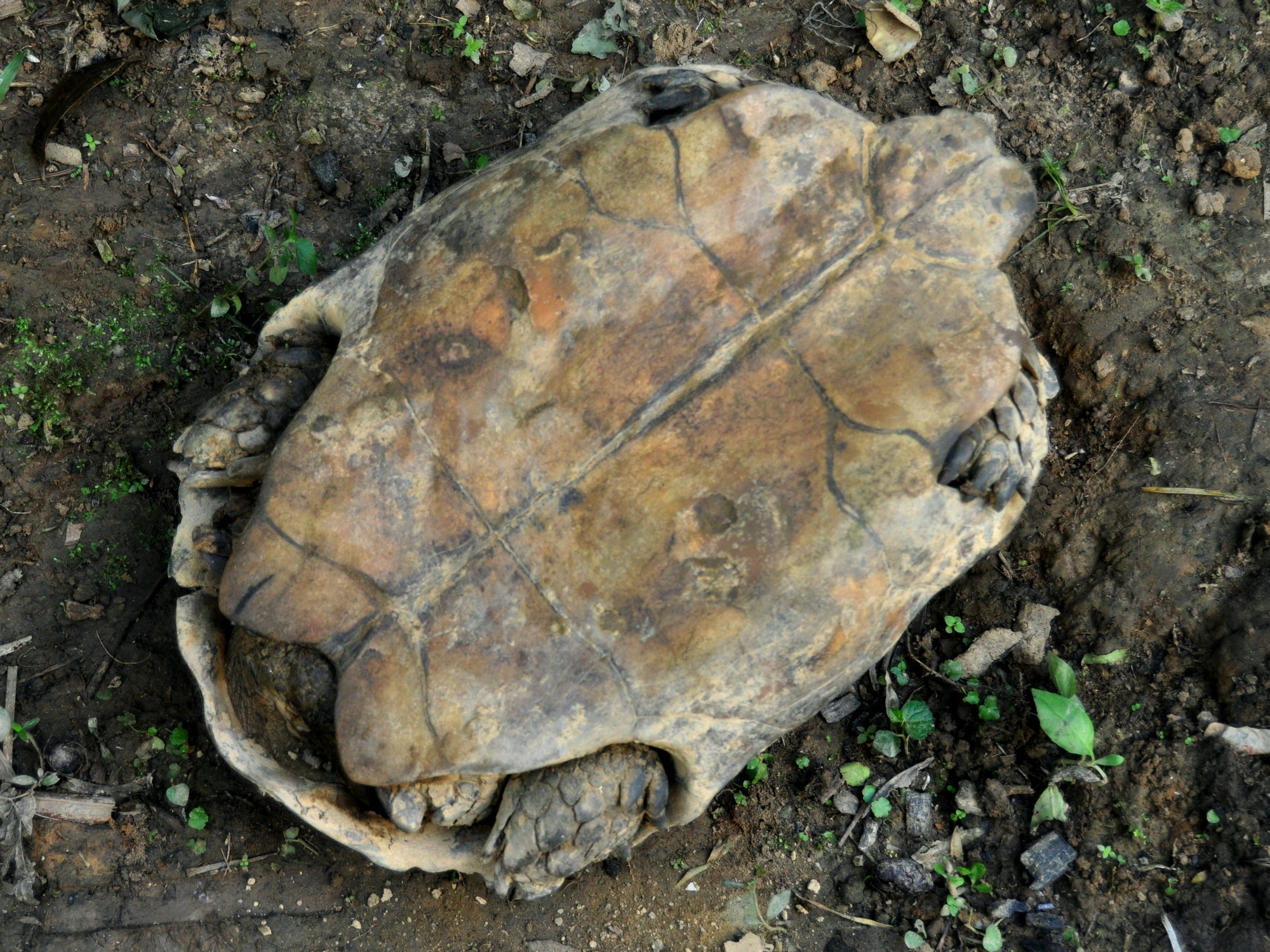
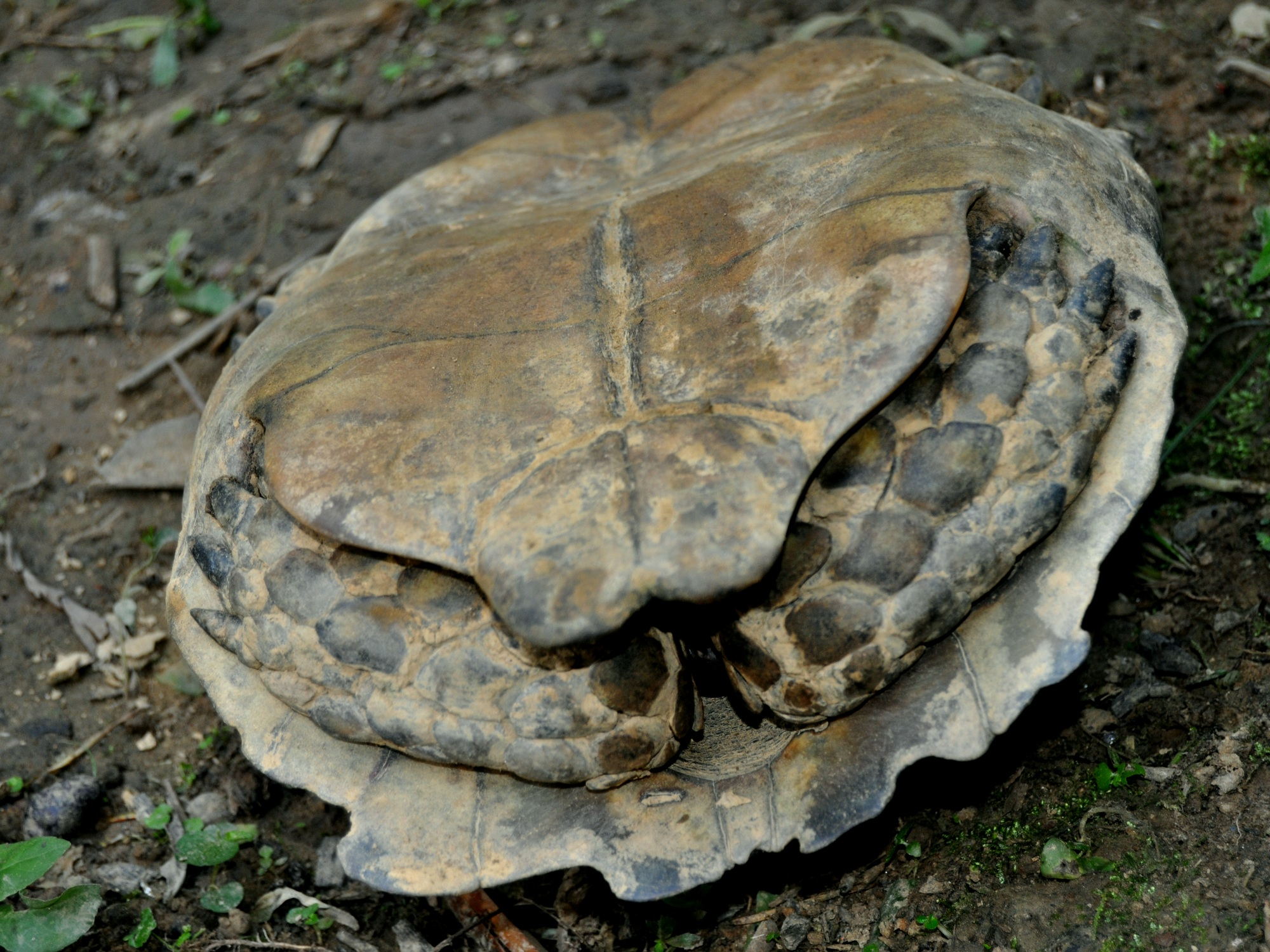